# Église Saint-Martin (Ways)

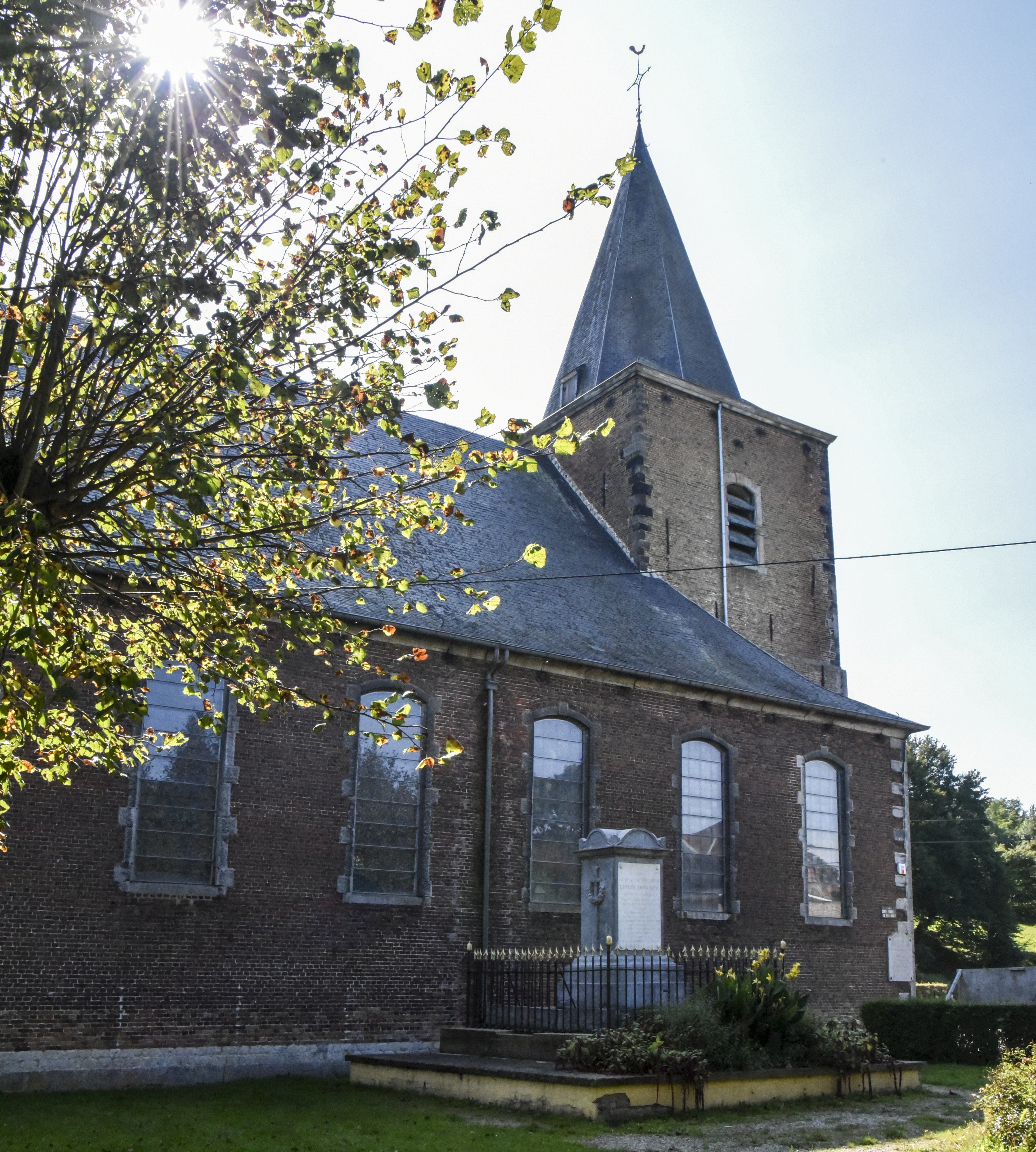
Église Saint-Martin te Ways

De Église Saint-Martin (Sint-Martinuskerk) is een kerkgebouw in Ways, een dorp in de Belgische provincie Waals-Brabant en een deelgemeente van Genepiën. De kerk is gewijd aan Martinus van Tours.

## Geschiedenis
De parochie Ways bestond al rond 1200: in 1223 werden de tienden verdeeld tussen de abdij van Villers en de Abdij van Aywiers, die driekwart van de tienden ontving. De parochie omvatte het oostelijke deel van Genepiën, dat pas in 1836 werd afgescheiden.
De huidige kerk werd gebouwd in 1767, met uitzondering van de toren die waarschijnlijk ouder is. De toren werd in 1907 gerestaureerd. In hetzelfde jaar werd besloten tot de bouw van een nieuw doksaal en orgel.
De kerk werd op 25 november 1963 op de monumentenlijst geplaatst.

## Locatie
De kerk staat op de Place Comte Cornet de Ways Ruart, op een steenworp afstand van de Dijle. Rond de kerk zijn er nog restanten te zien van het oude kerkhof en het Mausoleum Duhesme. Dit neoklassieke monument herbergt het graf van Guillaume Philibert, Graaf Duhesme, een Franse generaal die gewond raakte tijdens de Slag bij Waterloo en twee dagen na de slag stierf.

## Galerij

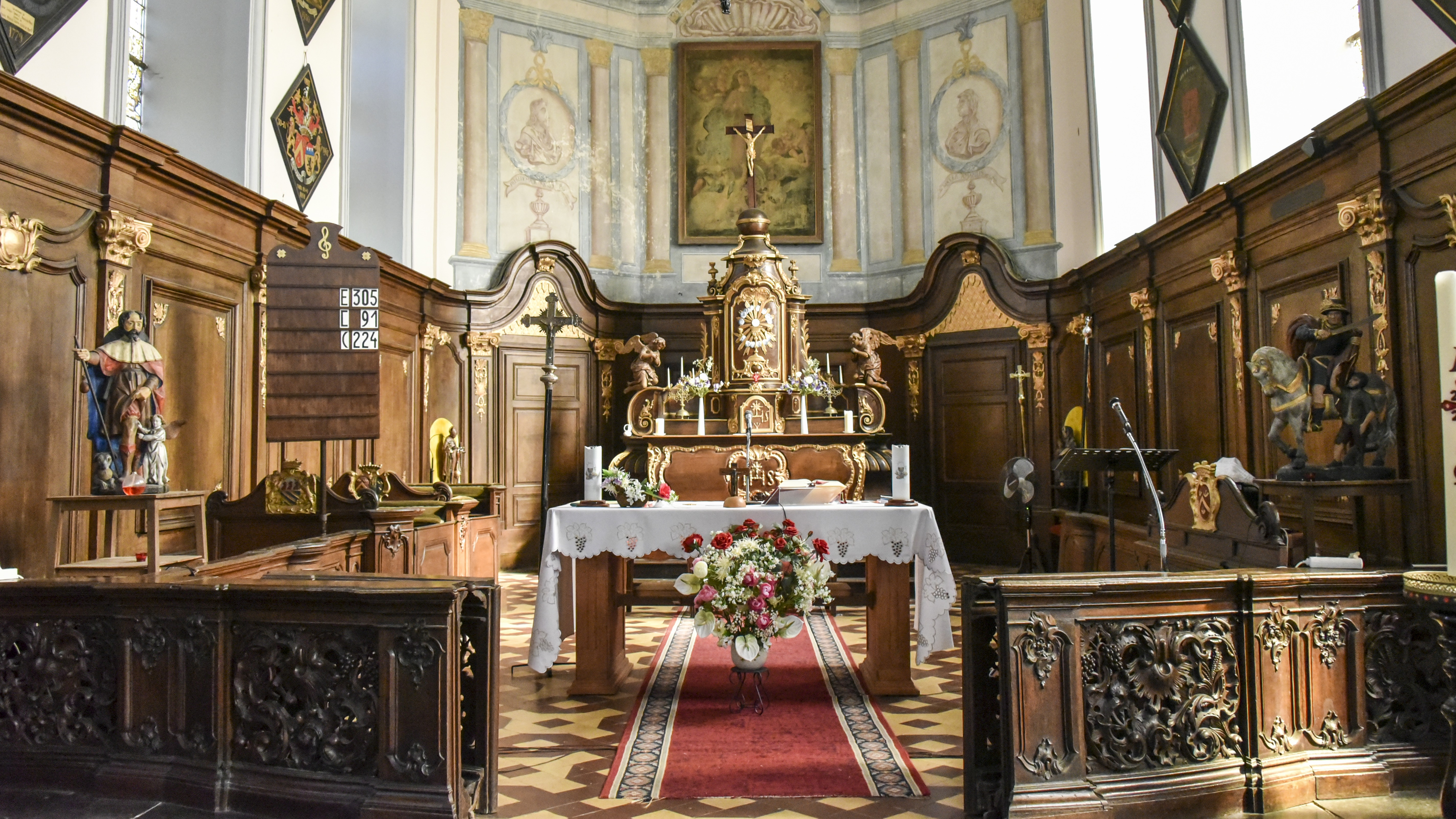
Priesterkoor
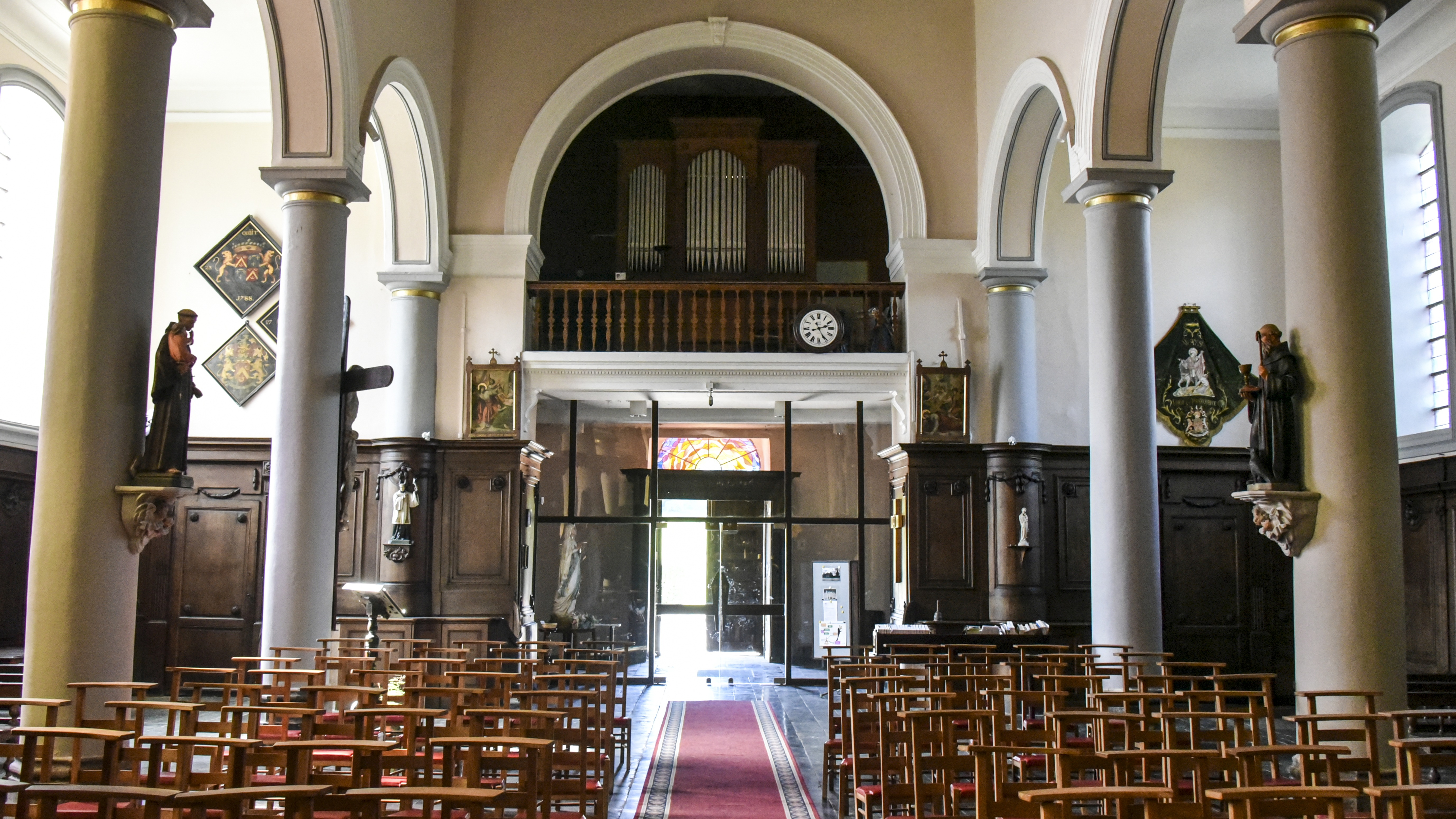
Achterzijde met orgel
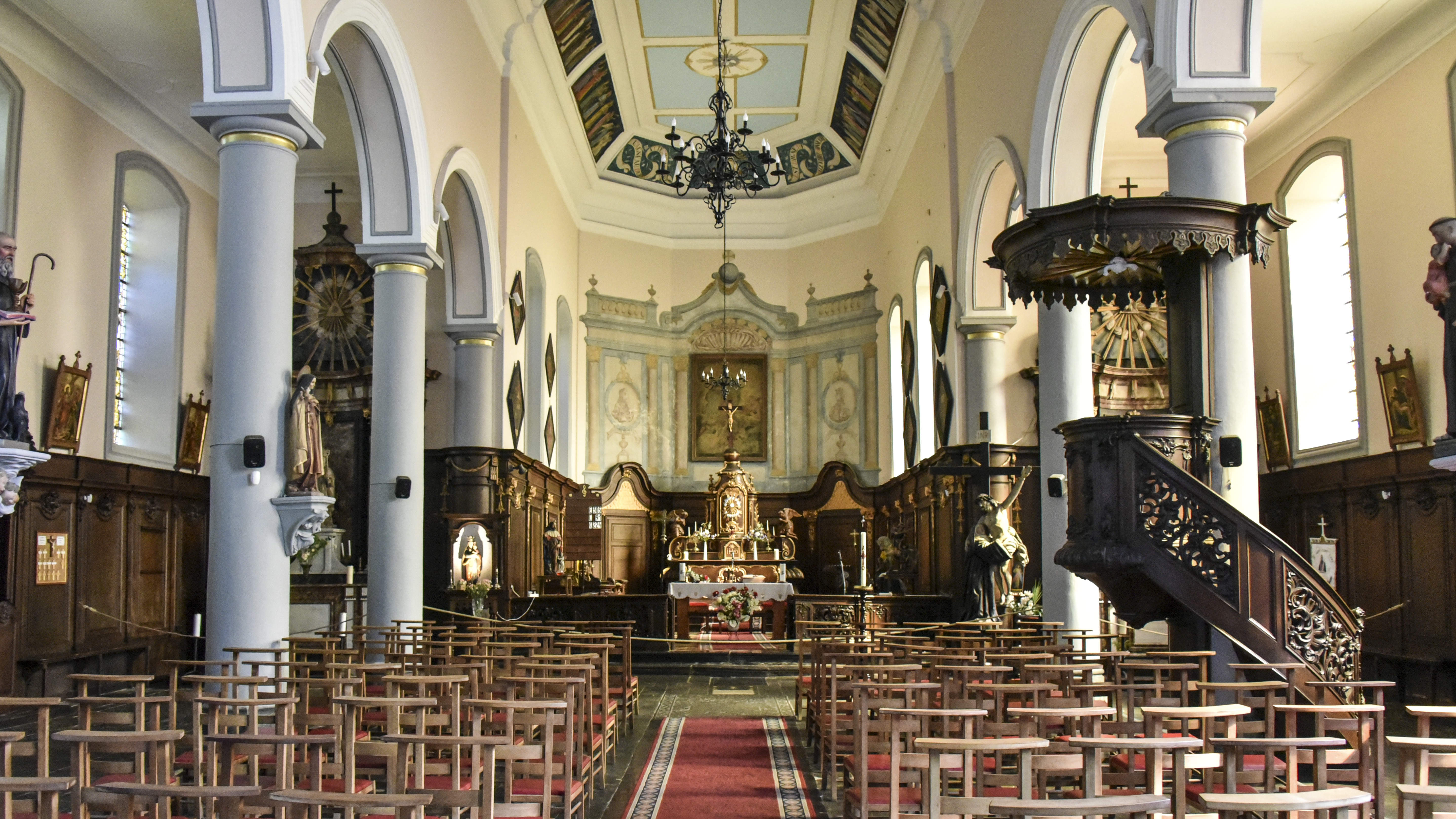
Kerkschip
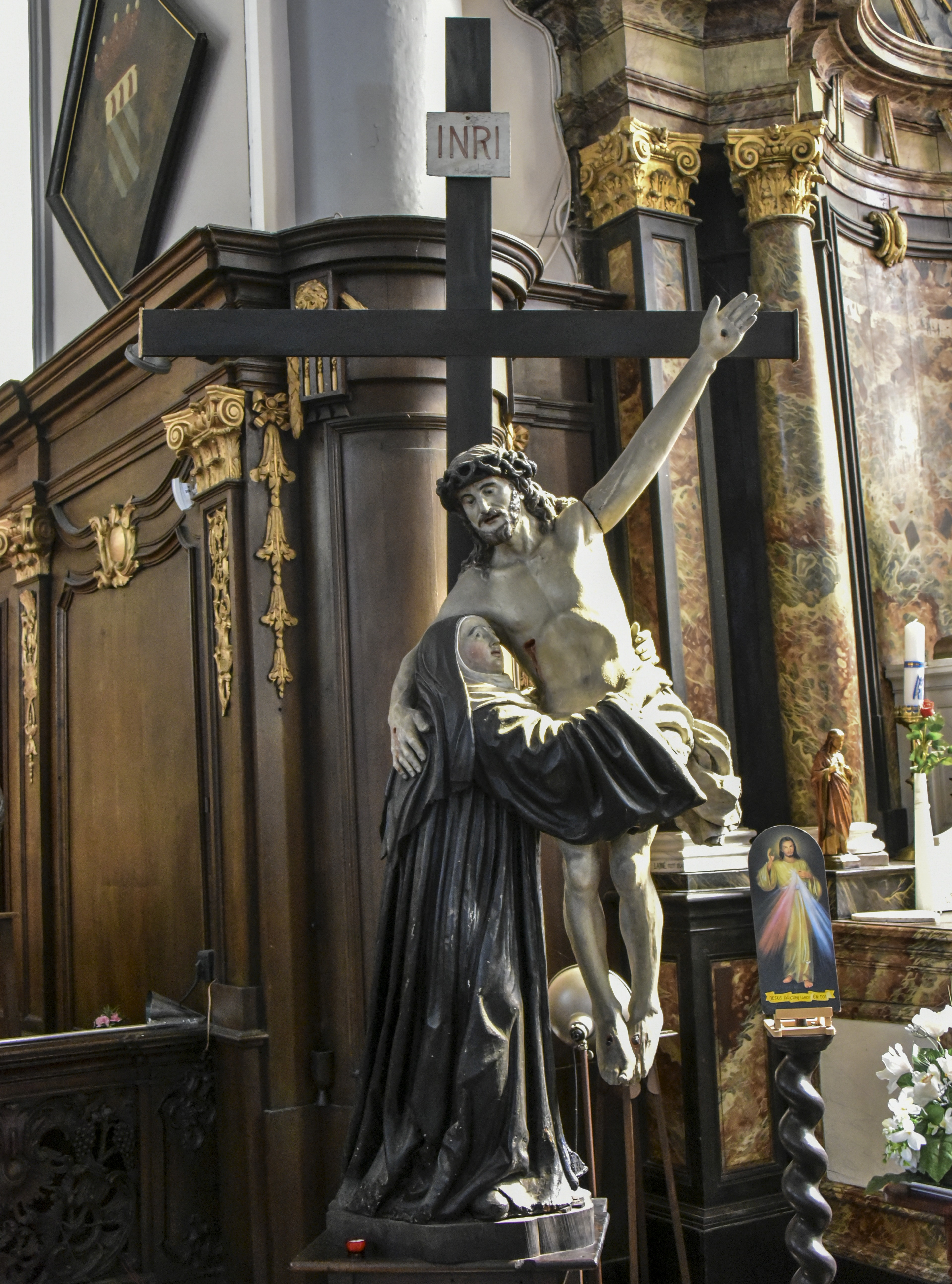
Kruisafneming

## Referentie
- Dit artikel of een eerdere versie ervan is een (gedeeltelijke) vertaling van het artikel Église Saint-Martin de Ways op de Franstalige Wikipedia, dat onder de licentie Creative Commons Naamsvermelding/Gelijk delen valt. Zie de bewerkingsgeschiedenis aldaar.